# Хаулишка (Вранча)
Хаулишка (рум. Hăulișca) насеље је у Румунији у округу Вранча у општини Паулешти. Oпштина се налази на надморској висини од 515 m.

## Становништво
Према подацима из 2002. године у насељу је живело 770 становника, од којих су сви румунске националности.